# Putna (gmina)
Putna – gmina w Rumunii, w okręgu Suczawa. Obejmuje miejscowości Gura Putnei i Putna. W 2011 roku liczyła 3569 mieszkańców.